# The Dream (альбом alt-J)
| Совокупная оценка    | Совокупная оценка |
| Источник             | Оценка            |
| -------------------- | ----------------- |
| AnyDecentMusic?      | 7.8/10            |
| Metacritic           | 79/100            |
| Оценки критиков      |                   |
| Источник             | Оценка            |
| Beats Per Minute     | 64%               |
| Clash                | 7/10              |
| Consequence          | 83/100            |
| DIY                  | [ 6 ]             |
| Gigwise              | [ 7 ]             |
| The Independent      | [ 8 ]             |
| The Line of Best Fit | 8/10              |
| NME                  | [ 10 ]            |
| PopMatters           | 8/10              |
| Uncut                | [ 12 ]            |

The Dream — четвёртый студийный альбом английской инди-рок-группы alt-J, выпущенный 11 февраля 2022 года лейблом Infectious Music и подразделением Canvasback Music лейбла Atlantic Records. Альбом был анонсирован 22 сентября 2021 года вместе с выпуском первого сингла «U&Me». В тот же день в публикации Stereogum был опубликован трек-лист альбома The Dream. 3 ноября 2021 года был выпущен сингл «Get Better», сопровождаемый музыкальным видео в пиксельной графике. 5 января 2022 года был опубликован третий сингл — «Hard Drive Gold», а 7 февраля того же года был выпущен четвёртый сингл, «The Actor».
Альбом получил в основном положительные отзывы критиков.

## Обложка альбома
Обложкой альбома The Dream является рисунок художника Джоэла Уилли.

## Список композиций
Слова и музыка всех песен — Джо Ньюман, Том Грин и Гас Ангер-Гамильтон.
| №                   | Название                   | Длительность |
| ------------------- | -------------------------- | ------------ |
| 1.                  | «Bane»                     | 5:10         |
| 2.                  | «U&Me»                     | 3:18         |
| 3.                  | «Hard Drive Gold»          | 2:38         |
| 4.                  | «Happier When You're Gone» | 4:00         |
| 5.                  | «The Actor»                | 4:00         |
| 6.                  | «Get Better»               | 5:51         |
| 7.                  | «Chicago»                  | 3:55         |
| 8.                  | «Philadelphia»             | 3:38         |
| 9.                  | «Walk a Mile»              | 6:29         |
| 10.                 | «Delta»                    | 1:00         |
| 11.                 | «Losing My Mind»           | 4:42         |
| 12.                 | «Powders»                  | 4:41         |
| Общая длительность: | Общая длительность:        | 49:22        |

## Участники записи
alt-J
- Джо Ньюман – вокал, гитара (все композиции), дополнительная перкуссия (2)
- Том Грин – барабаны, перкуссия, программная музыка (все композиции), дополнительная перкуссия (2), голос (разговорный) (12)
- Гас Ангер-Гамильтон – клавишные, синтезатор (все композиции), бэк-вокал (1, 3–12), орган (1, 2, 4, 6, 11), дополнительная перкуссия (2), бас-гитара (3, 9, 11)

Дополнительные музыканты
- Дэвид Форс — волынка (1), крумгорн (1, 2)
- Рейнальд Форд — виолончель (1, 2, 4, 5, 7–9)
- Уилл Гарднер — дирижирование (1, 2, 4, 5, 7–9), бэк-вокал (9)
- Тим Рандл — крумгорн (1, 2)
- Энди Маршалл — контрабас (1, 2, 5, 7–9)
- Чарли Эндрю — программная музыка (все композиции), дополнительная перкуссия (2)
- Школьный хор Хайгейта — вокал (1–3)
- Тайлер Дефор — звуковые эффекты (2)
- Мэтью Уорд — скрипка (2, 4, 5, 7, 9)
- Киаран Маккейб — скрипка (2, 4, 5, 7, 9)
- Кристи Манган — скрипка (2, 4, 5, 7, 9)
- Анна Зара Ньюман — голос (разговорный) (3)
- Корделия Ангер-Гамильтон — голос (разговорный) (3)
- Эйприл Ангер-Гамильтон — бэк-вокал (4, 5), голос (разговорный) (6)
- Сара Эндрю — фагот (4)
- Тревор Майрес — тромбон (6)
- Кристи Валериано — бэк-вокал (8)
- Джордж Эдди — бэк-вокал (9)
- Эндрю Коэн — звуковые эффекты (9)
- Арианна Коэн — голос (разговорный) (9, 12)
- Мэтт Гласби — голос (разговорный) (11)
- Марк Ньюмэн — голос (разговорный) (11)

Дополнительный персонал
- Чарли Эндрю — продюсирование, сведение
- Дик Битхэм — мастеринг
- Уилл Гарднер — струнные аранжировки (1, 2, 4, 5, 7–9)
- Мэтт Глэсби — сведение, звукорежиссура (все композиции), дополнительное продюсирование (1, 10)
- Джордж Коллинс — содействие в звукорежиссуре (1, 3, 10–12)
- Кэти Эрл — содействие в звукорежиссуре (1–4, 9–12)